# Kalvarienberg (Hollenstein an der Ybbs)

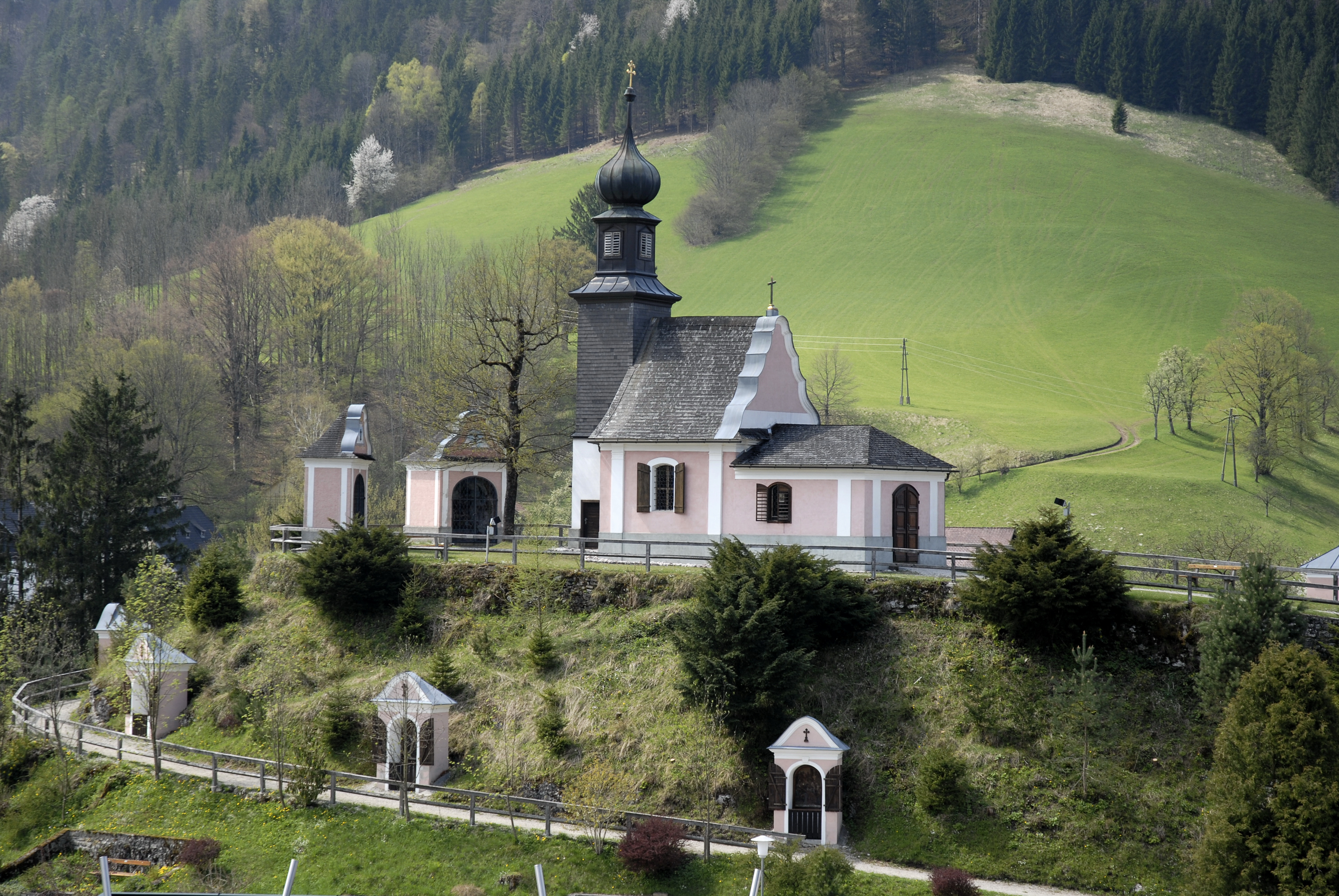
Kalvarienberg mit Kreuzwegstationen und Kapelle

Der Kalvarienberg Hollenstein an der Ybbs steht in der Gemeinde Hollenstein an der Ybbs im Bezirk Amstetten in Niederösterreich. Der Kalvarienberg steht unter Denkmalschutz (Listeneintrag).

## Lage
Der zehn bis zwanzig Meter hohe Kalvarienberg liegt etwa 150 Meter südlich des Dorfzentrums. Nordöstlich vom Kalvarienberg befindet sich etwas höher die Pfarrkirche Hollenstein an der Ybbs. Der Kalvarienberg-Hügel ist oben zu einem Plateau abgeflacht und trägt die Kalvarienbergkapelle. 

## Kreuzweg
Die elf ersten Kreuzwegstationen sind entlang eines Weges, der an der Ostseite des Hügels beginnt und über seine Süd- und Westseite leicht ansteigend an der Nordseite auf dem Plateau einmündet. Die gemauerten Stationshäuschen befinden sich alle bergseitig. In ihnen sind Ölbilder auf Eisenblech, Kopien des Malers und Graphikers Josef Führich. Das Altarbild der Kalvarienbergkapelle stellt die zwölfte Kreuzwegstation dar "Jesus wird erhöhet und stirbt am Kreuze". Die beiden letzten Stationen stehen oben südlich der Kalvarienbergkapelle. Sie sind wesentlich größer ausgeführt als die ersten elf Stationen und beinhalten Figurengruppen, die sich möglicherweise zuvor in der Kartause Gaming befunden haben. Die Schnitzereien dürften vom Ende des 16. oder dem Beginn des 17. Jahrhunderts stammen.

## Kalvarienbergkapelle
Die Kapelle ist ein einfacher Barockbau, der wie die Kreuzwegstationen nach zweijähriger Bauzeit 1759 vollendet wurde. Unter Joseph II. wurde die Kapelle profaniert, 1848 aber wieder für Gottesdienste instand gesetzt. Bei einer Renovierung im Jahr 1853 wurde sie mit einem Türmchen versehen, in dem zwei Glocken Platz fanden. Zur Zeit des Ersten Weltkriegs kam eine Glocke abhanden, diese wurde 1997 durch eine neue Glocke ersetzt. Heute dient die Kalvarienbergkapelle auch als Aufbahrungshalle. 

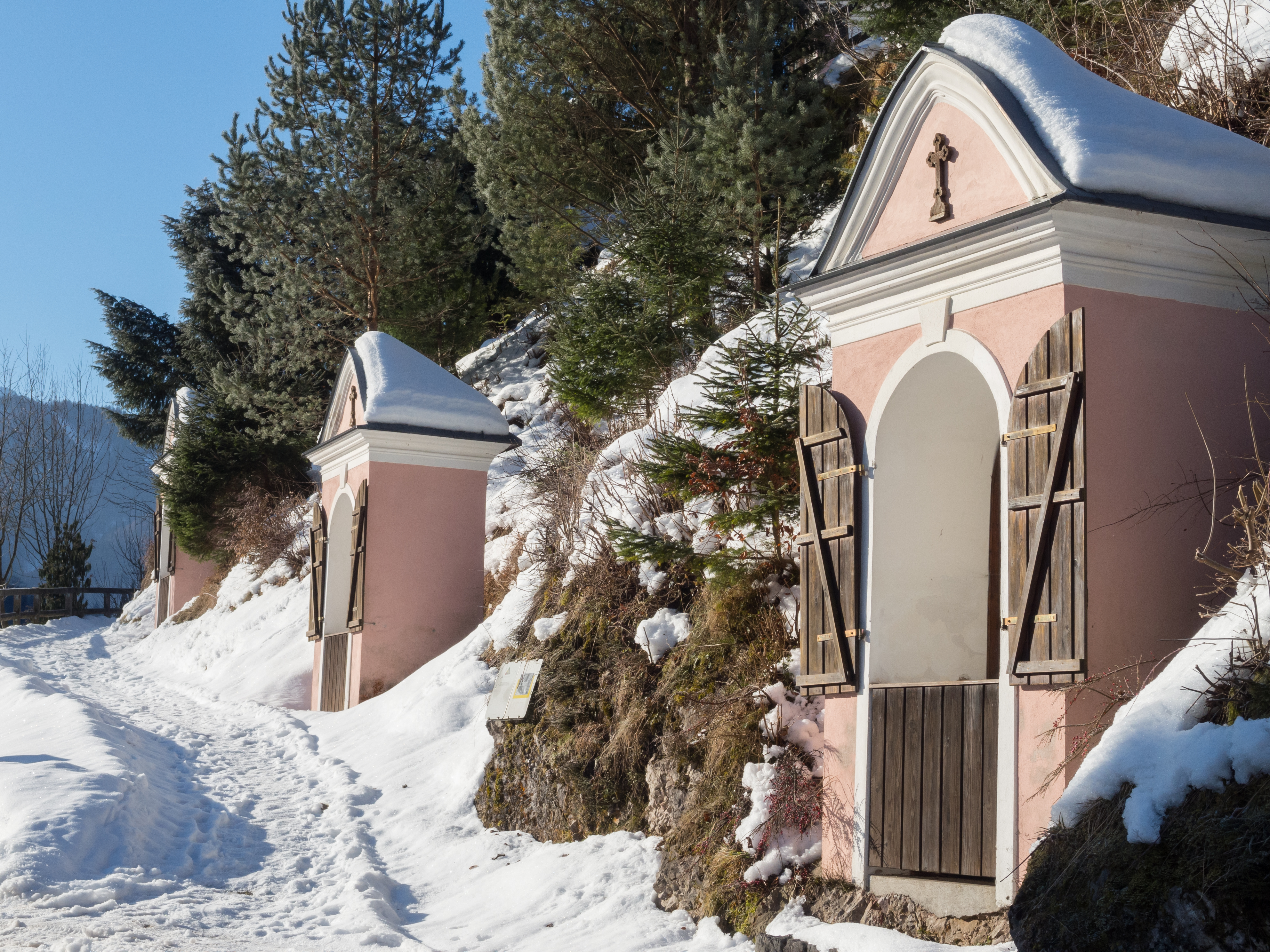
Die ersten Stationen an der Ostseite
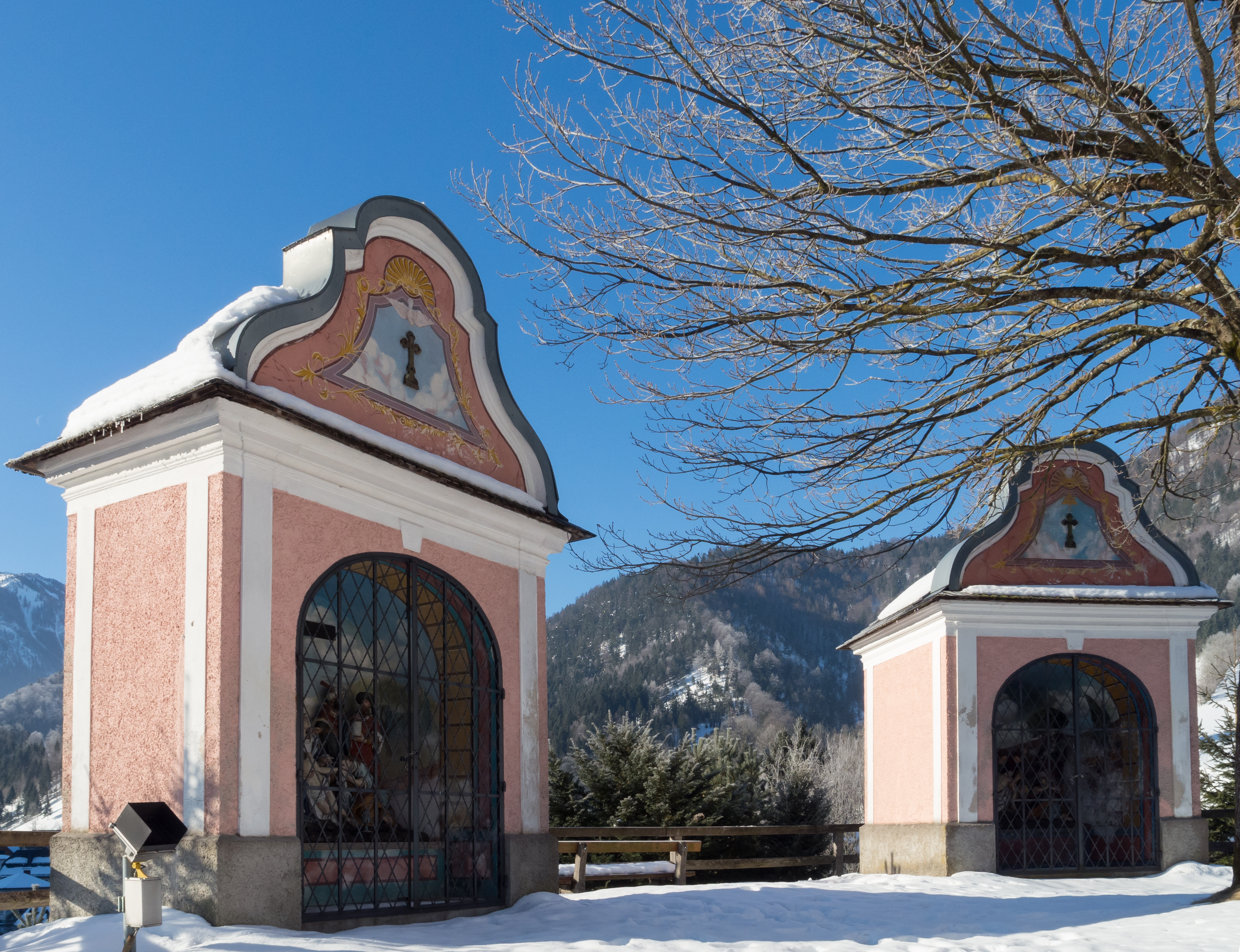
Die beiden aufwändiger ausgeführten letzten Stationen
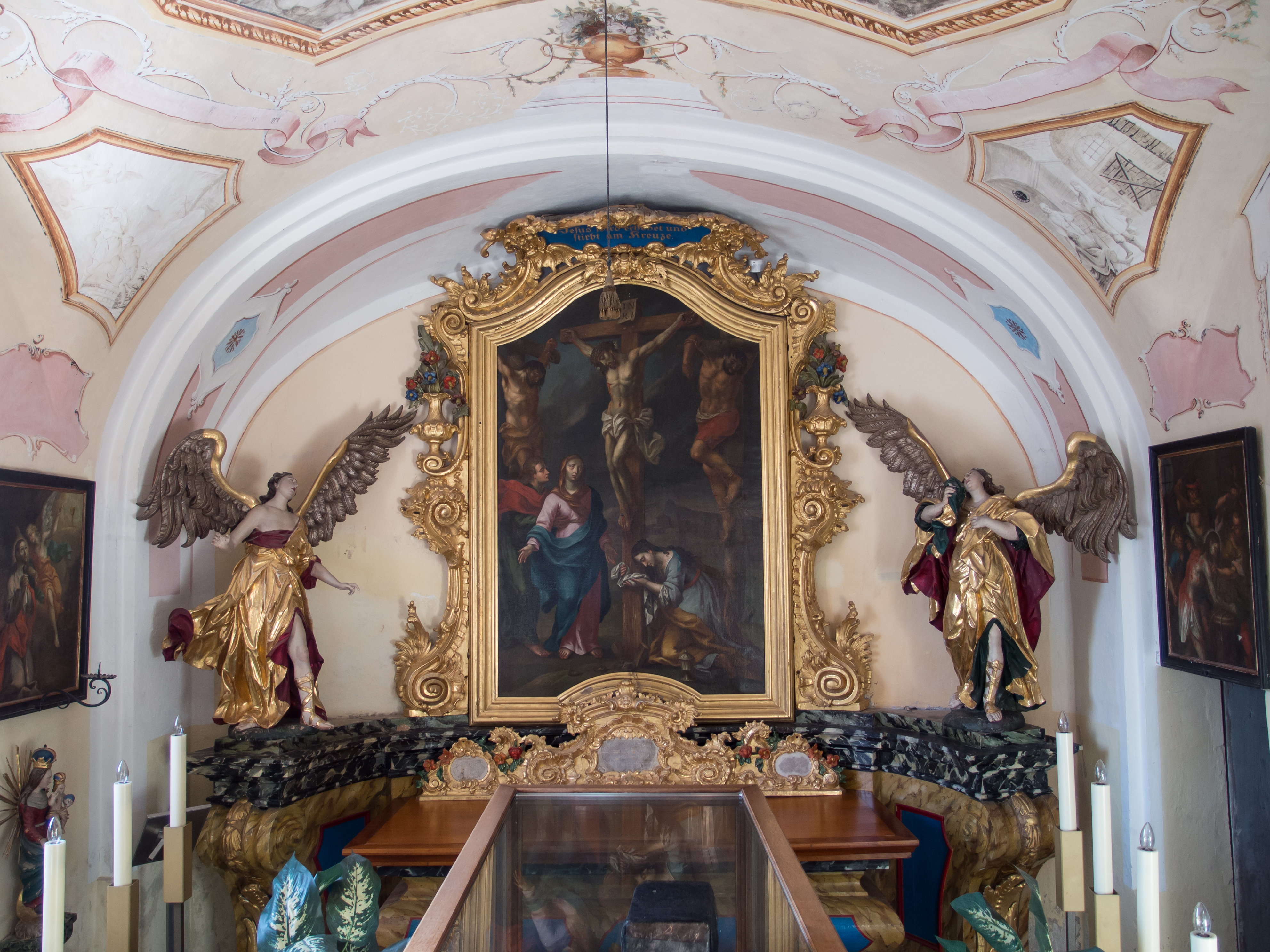
Der Altarraum der Kapelle, der auch zur Aufbahrung dient
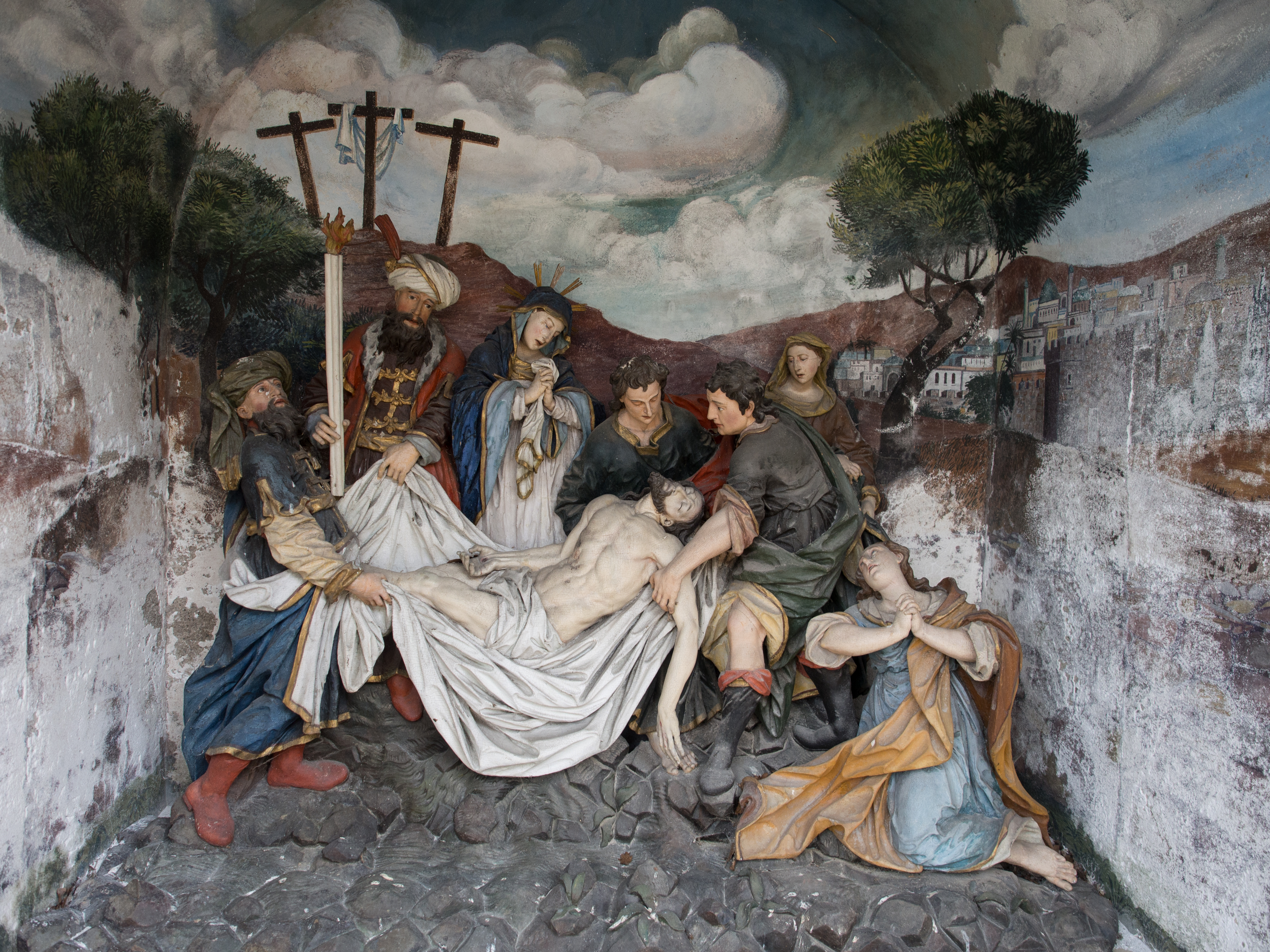
Figurengruppe der 14. Kreuzwegstation